# 키누가사 쇼고
키누가사 쇼고(일본어: 衣笠 彰梧)는 일본의 소설가 및 라이트 노벨 작가이다.

## 경력
게임 제작 회사 아카베소프트2에서 게임 시나리오를 담당했다. 2011년 《티~그루》를 토모세 슌사쿠와 함께
설립했다. 2012년 《소악마 티리와 구세주?!》가 발매, 2013년 자신이 시나리오를 다룬 게임인 《레미니센스》가 발매되었다. 2016년 기준으로는 《어서오세요 실력지상주의 교실에》를 집필하는데 힘쓰고 있다.

## 작품

### 소설
소악마 티리와 구세주?!
1. 소악마 티리와 구세주?! 2012년 7월 23일 ISBN 978-4-8401-4650-0
2. 소악마 티리와 구세주?! 2 2012년 11월 21일 ISBN 978-4-8401-4876-4
3. 소악마 티리와 구세주?! 3 2013년 5월 23일 ISBN 978-4-8401-5182-5
4. 소악마 티리와 구세주?! 4 2013년 8월 23일 ISBN 978-4-8401-5280-8
5. 소악마 티리와 구세주?! 5 2013년 11월 22일 ISBN 978-4-0406-6073-8
6. 소악마 티리와 구세주?! 6 2014년 3월 31일 ISBN 978-4-04-066376-0

어서오세요 실력지상주의 교실에
1. 어서오세요 실력지상주의 교실에 2015년 5월 25일 ISBN 978-4040676579
2. 어서오세요 실력지상주의 교실에 2 2015년 9월 25일 ISBN 978-4040677781
3. 어서오세요 실력지상주의 교실에 3 2016년 1월 25일 ISBN 978-4040680088
4. 어서오세요 실력지상주의 교실에 4 2016년 5월 25일 ISBN 978-4040683386
5. 어서오세요 실력지상주의 교실에 4.5 2016년 9월 23일 ISBN 978-4040686295
6. 어서오세요 실력지상주의 교실에 5 2017년 1월 25일 ISBN 978-4040690179

### 게임
- 이런 딸이 있었으면 나는 이제...!! 2006년 9월 29일
- 새벽의 호위 2008년 3월 27일
- 레미니센스 2013년 5월 31일

## 같이 보기
- 토모세 슌사쿠